# حاجی محمد اوبا
حاجی محمد اوبا (به ترکی آذربایجانی: Hacıməmmədoba) یک منطقه مسکونی در جمهوری آذربایجان است که در شهرستان خاچماز واقع شده است.